# Sarah Thomas
Sarah Thomas ( 1968 ) es una botánica inglesa, que desarrolla actividades académicas en Kew Gardens.
- La abreviatura «S.Thomas» se emplea para indicar a Sarah Thomas como autoridad en la descripción y clasificación científica de los vegetales.[2]